# Scarlatti Peak
Der Scarlatti Peak ist ein 750 m hoher Berg im Zentrum der Alexander-I.-Insel vor der Westküste der Antarktischen Halbinsel. Er ragt 13 km nordwestlich des Holst Peak und 19 km östlich der Walton Mountains auf.
Der britische Geograph Derek Searle vom Falkland Islands Dependencies Survey kartierte ihn 1960 anhand von Luftaufnahmen der US-amerikanischen Ronne Antarctic Research Expedition. Das Advisory Committee on Antarctic Names benannte ihn 1961 nach dem italienischen Komponisten Alessandro Scarlatti (1660–1725).